# Pheidole paiute
Pheidole paiute är en myrart som beskrevs av Robert E. Gregg 1959. Pheidole paiute ingår i släktet Pheidole och familjen myror. Inga underarter finns listade i Catalogue of Life.

## Bildgalleri

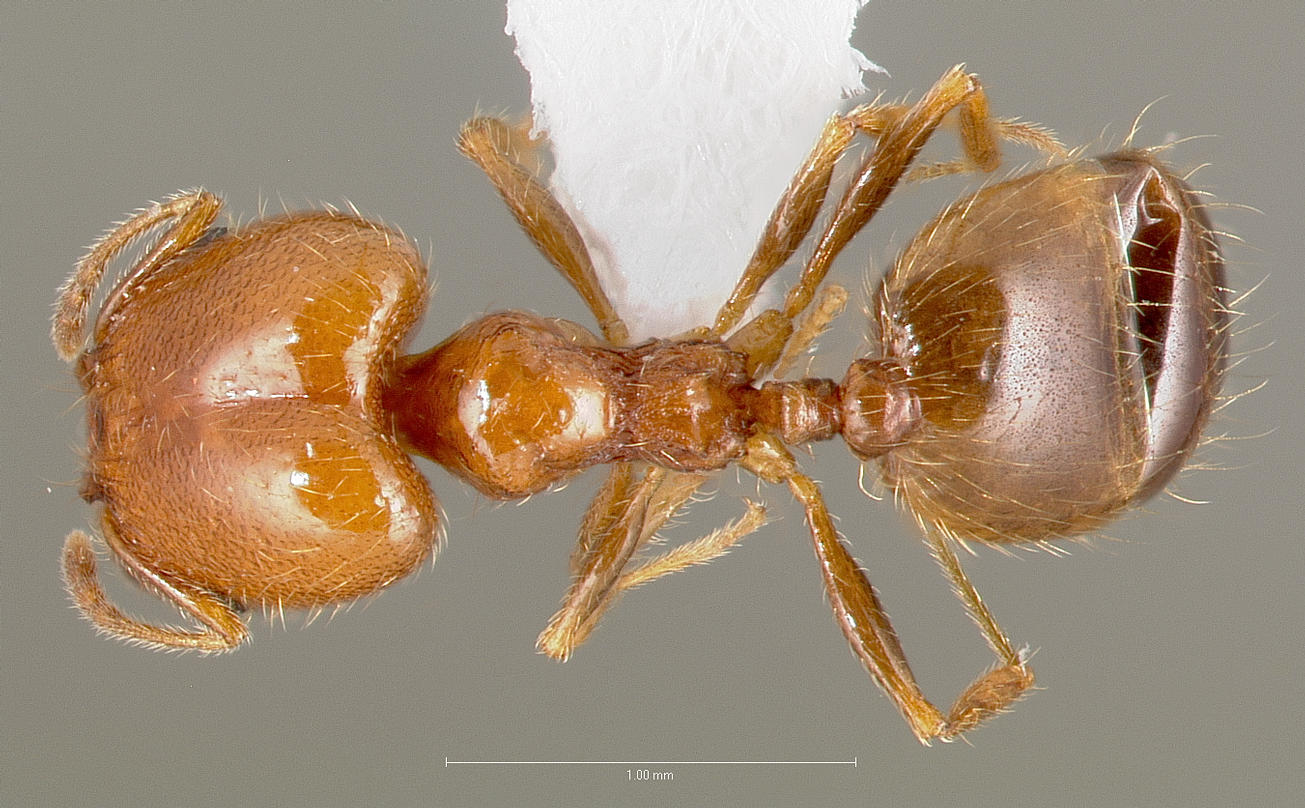
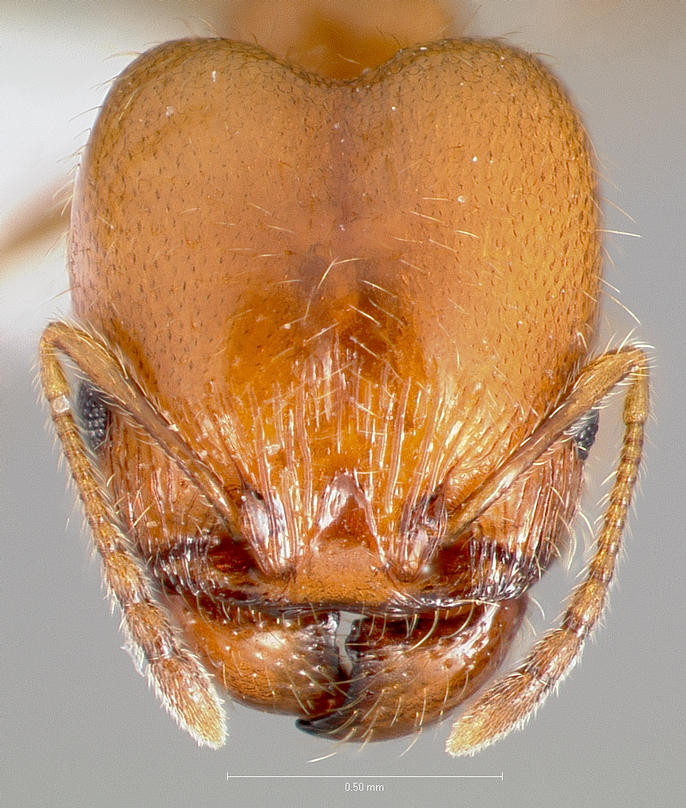
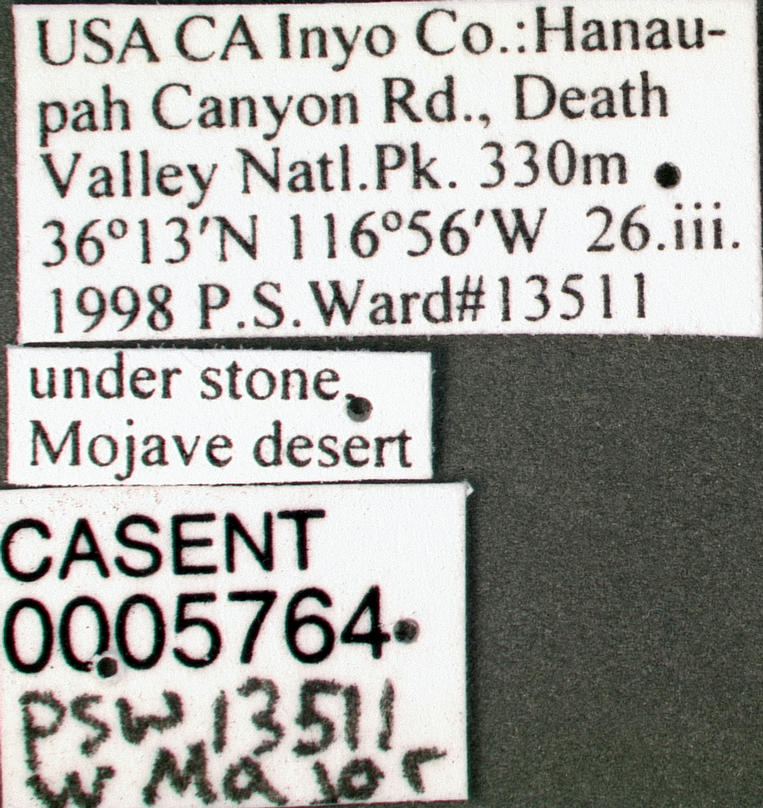
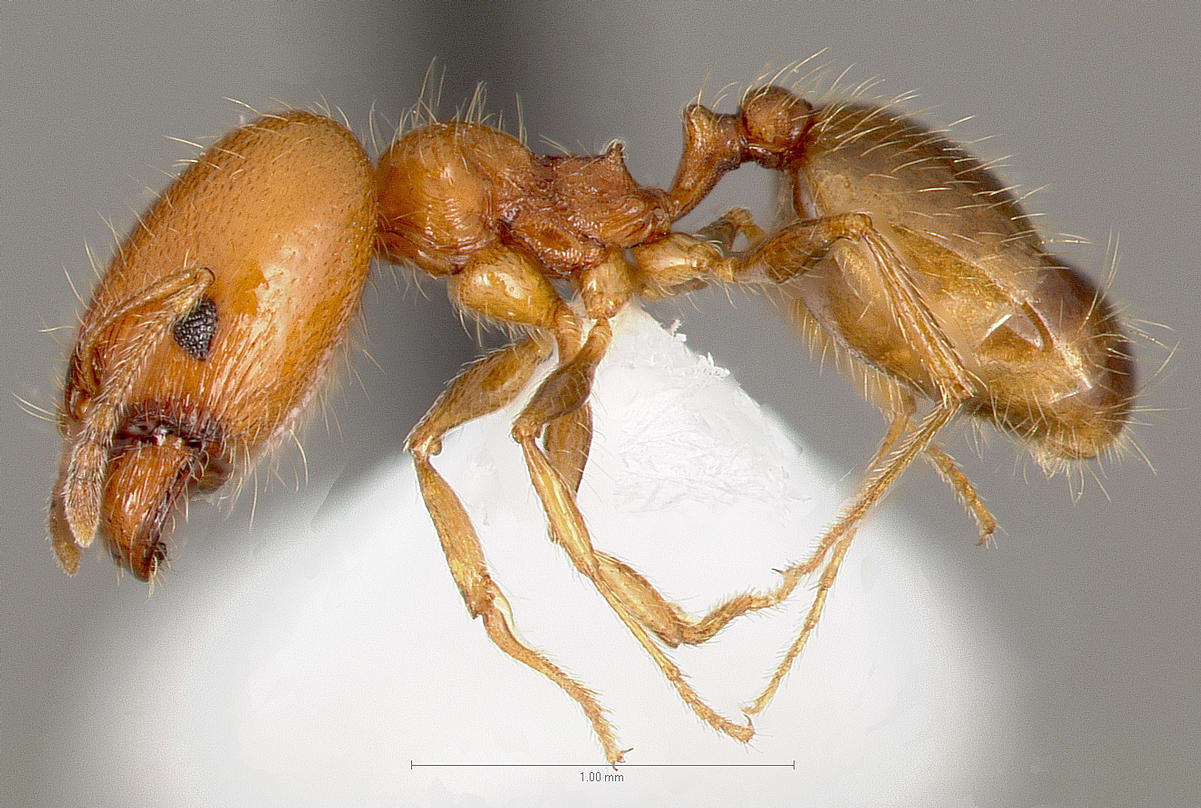
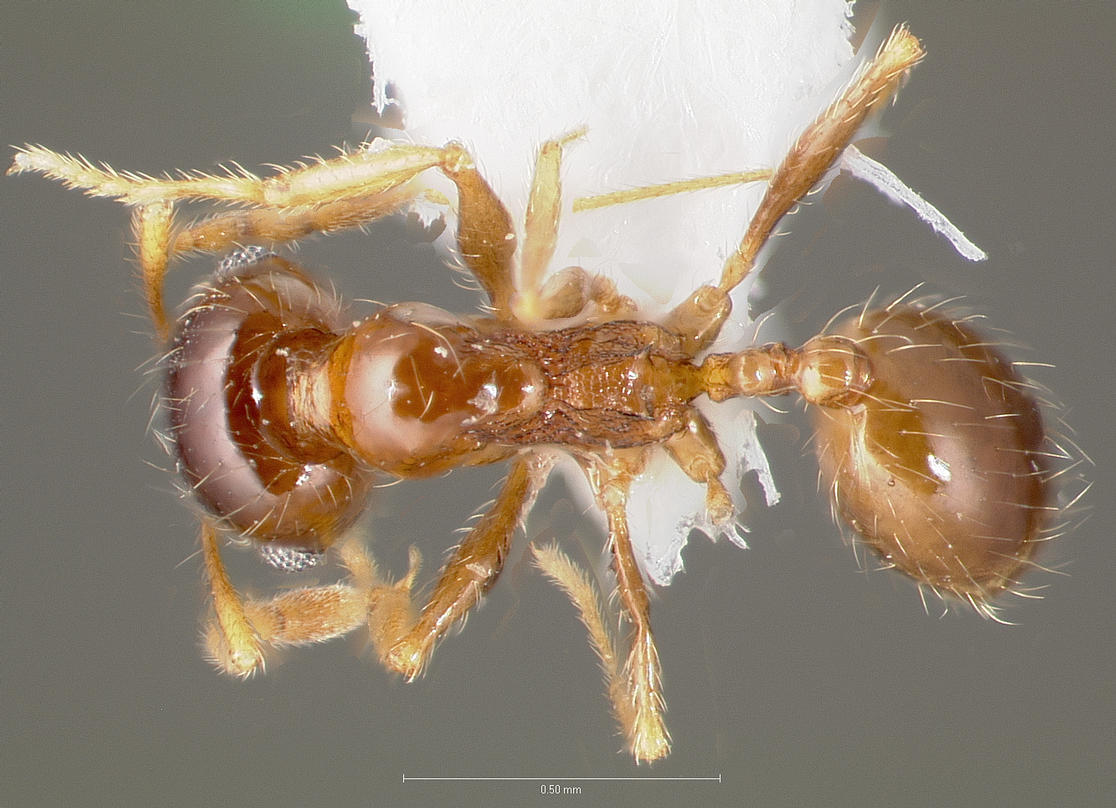
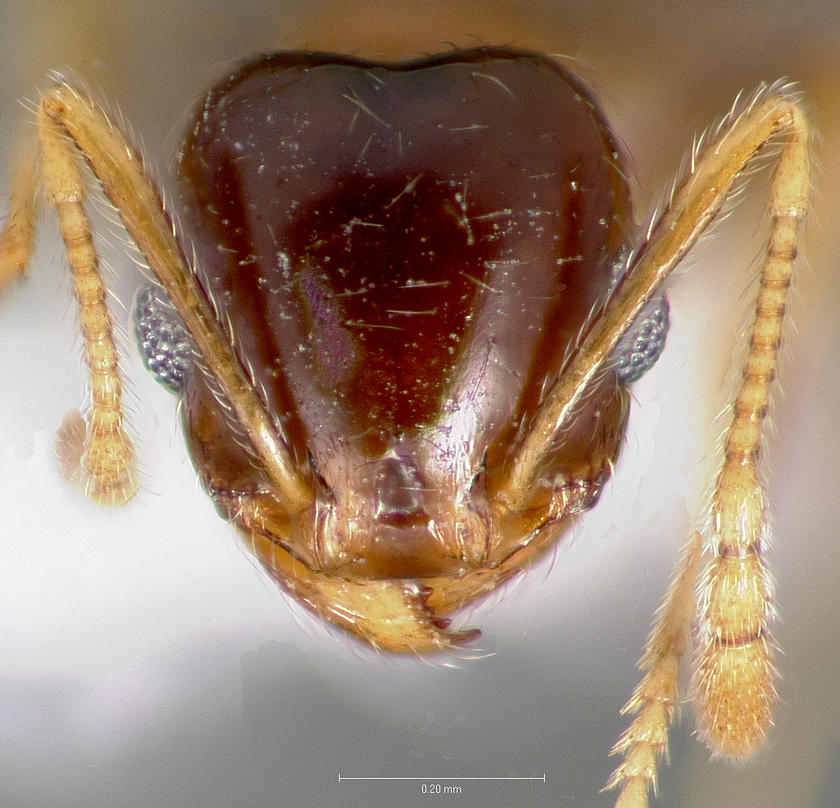